# Erik Fisher
Erik Fisher (Boise, 21 marzo 1985) è un ex sciatore alpino statunitense specialista delle prove veloci.

## Biografia

### Stagioni 2002-2006
Residente a Middleton e attivo in gare FIS dal dicembre del 2001, ha esordito in Nor-Am Cup l'8 febbraio 2003 a Le Massif in discesa libera e in Coppa Europa l'11 gennaio 2005 a Bardonecchia in supergigante, in entrambi i casi senza completare la prova. Ha conquistato il primo risultato di rilievo della carriera in quello stesso 2005, vincendo la medaglia di bronzo nella discesa libera ai Mondiali juniores di Bardonecchia.
Il 26 novembre 2005 ha fatto il suo esordio in Coppa del Mondo disputando la discesa libera di Lake Louise che ha concluso con il 44º tempo. Nella medesima località e nella medesima specialità ha in seguito conquistato il primo podio (2º l'8 dicembre 2005) e la prima vittoria (il giorno successivo) in Nor-Am Cup. Il 2 febbraio 2006 a Veysonnaz ha colto il primo podio in Coppa Europa (2º in discesa libera), mentre in Nor-Am Cup a fine stagione è risultato 2º nella classifica generale e vincitore di quella di supergigante.

### Stagioni 2007-2014
Anche nel 2007 in Nor-Am Cup è stato 2º nella classifica generale, vincendo anche quelle di discesa libera e di supergigante. I primi punti in Coppa del Mondo li ha ottenuti il 5 dicembre 2008, quando è giunto 28º nella discesa libera di Beaver Creek; il 20 dicembre successivo ha colto in Val Gardena nella medesima specialità il suo miglior piazzamento nel circuito (7º). Nel febbraio del 2009 è stato convocato per i Mondiali di Val-d'Isère, sua unica presenza iridata, dove non ha concluso né la prova di discesa libera né la supercombinata; quell'anno in Nor-Am Cup ha poi bissato il successo nella classifica di discesa libera.
Il 23 febbraio 2011 ha ottenuto a Sarentino in discesa libera la sua unica vittoria, nonché ultimo podio, in Coppa Europa e il 6 dicembre dello stesso anno ha colto a Nakiska in supergigante la sua ultima vittoria, nonché ultimo podio, in Nor-Am Cup. Si è ritirato al termine della stagione 2013-2014; la sua ultima gara in Coppa del Mondo è stata il supergigante di Kvitfjell del 2 marzo, che non ha completato, e la sua ultima gara in carriera è stata un supergigante FIS disputato ad Aspen il 4 aprile, chiuso da Fisher al 7º posto.

## Palmarès

### Mondiali juniores
- 1 medaglia:
  - 1 bronzo (discesa libera a Bardonecchia 2005)

### Coppa del Mondo
- Miglior piazzamento in classifica generale: 80º nel 2009

### Coppa Europa
- Miglior piazzamento in classifica generale: 40º nel 2006
- 2 podi:
  - 1 vittoria
  - 1 secondo posto

#### Coppa Europa - vittorie
| Data             | Località  | Paese  | Specialità |
| ---------------- | --------- | ------ | ---------- |
| 23 febbraio 2011 | Sarentino | Italia | DH         |

Legenda:

DH = discesa libera

### Nor-Am Cup
- Miglior piazzamento in classifica generale: 2º nel 2006 e nel 2007
- Vincitore della classifica di discesa libera nel 2007 e nel 2009
- Vincitore della classifica di supergigante nel 2006 e nel 2007
- 18 podi:
  - 9 vittorie
  - 6 secondi posti
  - 3 terzi posti

#### Nor-Am Cup - vittorie
| Data             | Località     | Paese       | Specialità |
| ---------------- | ------------ | ----------- | ---------- |
| 9 dicembre 2005  | Lake Louise  | Canada      | DH         |
| 7 febbraio 2006  | Apex         | Canada      | SG         |
| 8 febbraio 2006  | Apex         | Canada      | SG         |
| 14 dicembre 2006 | Panorama     | Canada      | SG         |
| 14 febbraio 2007 | Big Mountain | Stati Uniti | DH         |
| 16 febbraio 2007 | Big Mountain | Stati Uniti | SG         |
| 10 dicembre 2008 | Lake Louise  | Canada      | DH         |
| 11 dicembre 2008 | Lake Louise  | Canada      | DH         |
| 5 dicembre 2011  | Nakiska      | Canada      | SG         |

Legenda:

DH = discesa libera

SG = supergigante

### Campionati statunitensi
- 3 medaglie[1]:
  - 3 argenti (discesa libera nel 2007; discesa libera nel 2009; discesa libera nel 2011)